# Montsoult
Montsoult is een gemeente in het Franse departement Val-d'Oise (regio Île-de-France) en telt 3525 inwoners (2004). De plaats maakt deel uit van het arrondissement Sarcelles.

## Geografie
De oppervlakte van Montsoult bedraagt 3,8 km², de bevolkingsdichtheid is 927,6 inwoners per km².

## Verkeer en vervoer
In de gemeente ligt spoorwegstation Montsoult - Maffliers.
De onderstaande kaart toont de ligging van Montsoult met de belangrijkste infrastructuur en aangrenzende gemeenten.

## Demografie
Onderstaande figuur toont het verloop van het inwonertal (bron: INSEE-tellingen).